# Frat
 (janvier 2023).
 (janvier 2023).
 (octobre 2018).
Si vous disposez d'ouvrages ou d'articles de référence ou si vous connaissez des sites web de qualité traitant du thème abordé ici, merci de compléter l'article en donnant les références utiles à sa vérifiabilité et en les liant à la section « Notes et références ».
Le FRAT ou Le Fraternel est un rassemblement annuel de jeunes chrétiens d'Île-de-France. C'est un pèlerinage, organisé par l'association Le Fraternel à l'invitation des évêques catholiques d'Île-de-France qui se déroule selon les instances du culte « dans un esprit de fraternité et d'amour ».
Le Fraternel permet aux jeunes chrétiens d’Île-de-France de se rencontrer et de partager leurs expériences en tant que chrétien, à l’image d’un voyage initiatique pour les catholiques franciliens. Il a lieu chaque année vers la fin de l’année scolaire. Les années paires se déroulent au château de Jambville pour les collégiens en troisièmes et quatrièmes. Le FRAT de Lourdes a lieu les années impaires pour les lycéens.

## Présentation
Les évêques d’Île-de-France désignent l'un d'entre eux pour être accompagnateur du FRAT, un prêtre responsable est nommé pour la cohésion de la thématique et de la vie au FRAT, un Secrétaire Général et un chargé de mission sont employés pour coordonner et permettre la réalisation du pèlerinage grâce à 300 bénévoles. Chaque groupe participe avec un responsable et un aumônier et 1 animateur pour 8 jeunes.
Chaque FRAT possède un thème spécifique, qui est la base des réflexions à mener au cours du FRAT.
Le FRAT fonctionne en alternance : les années paires pour celui de Jambville (destiné aux jeunes de quatrième et de troisième), les années impaires pour celui de Lourdes (destiné aux lycéens).
Le FRAT de Lourdes se déroule pendant les vacances de printemps, celui de Jambville a lieu durant le week-end de la Pentecôte.

### Le FRAT de Lourdes
Né en 1908, à l'initiative de l'abbé Caillet ce « pèlerinage fraternel » se déroule dans le sanctuaire de Lourdes. Les différents groupes viennent en cars ou en trains. Ils dorment en majorité à l'hôtel et certains logent à la cité Saint-Pierre ou dans des communautés monastiques. Toute la ville est mobilisée par le FRAT. Environ 10 000 jeunes y participent.
Les moments forts sont l'accueil, la messe, le sacrement de réconciliation, le lavement des pieds, la procession mariale, le sacrement des malades, la louange et l'envoi.

### Le FRAT de Jambville
Ce FRAT se déroule sur le terrain du château de Jambville (propriété des Scouts et Guides de France) de la commune de Jambville dans le département des Yvelines.
Les arrivées se font par trains et cars. Tous les participants dorment sous des tentes. Les diocèses sont répartis en «villages» qui réunissent plusieurs groupes (300 à 1000 jeunes), et dans lesquels se déroulent la majeure partie de la vie du FRAT.
Ces villages sont dirigés par une équipe municipale conduite par un maire qui organise la vie du village tant au niveau des levers, des rassemblements, des veillées (veillée d'accueil, veillée festive), que pour les repas.
Les Scouts et Guides de France, notamment les pionniers et les caravelles (14-17 ans) aident à la logistique des repas. Tous les jours, un conseil municipal a lieu auquel participent à la fois l'équipe municipale et tous les responsables de groupe du village.
Les moments forts sont l'accueil, la messe, la louange, le sacrement de réconciliation, l'action de grâce et l'envoi.

### Activités

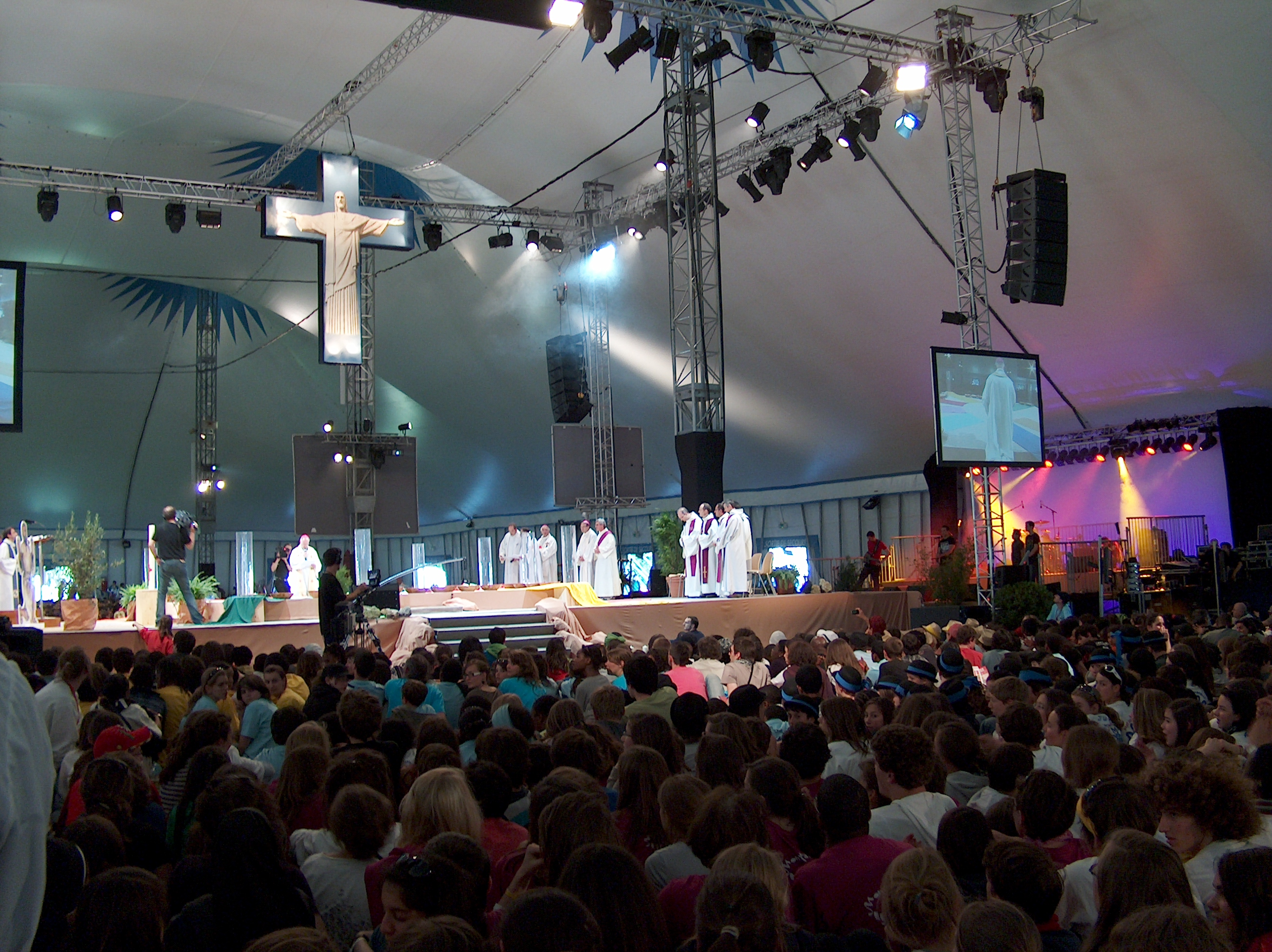
Vue de l'intérieur du chapiteau de Jambville en 2009.

Les rassemblements de tous les groupes, sous un grand chapiteau à Jambville ou sous la basilique Saint-Pie-X à Lourdes, sont l'occasion de chants, de réflexions, de prières.
Des rencontres inter-groupes ont lieu : chaque jeune participant en rencontre d'autres, de groupes différents, notamment lors des carrefours, réunions à huit jeunes avec un animateur où l'on se pose des questions concernant la foi.

### Les temps principaux du Frat
Chaque FRAT possède un certain nombre d'activités dont le principe est repris chaque année.
- Les grands rassemblements :
Tous les Frateux sont réunis, soit dans le chapiteau à Jambville, soit dans la basilique Saint-Pie-X à Lourdes. C'est au cours de ces rassemblements que le groupe de musique du FRAT se met au service de la liturgie afin d'animer des moments : comme la cérémonie d'accueil, la messe, la réconciliation ou l'envoi.
- Les temps de témoignage : 
Des témoins viennent présenter leur vie, et l'impact que la foi a eu sur eux (ou vice-versa). Les jeunes peuvent ensuite les interroger.

- Les carrefours :
Des groupes de huit jeunes se rencontrent pour réfléchir autour du thème du FRAT. Ils sont accompagnés par un animateur qui les aide dans leur démarche. Dans le livret se trouvent des outils pour servir. Les carrefours permettent de découvrir d'autres personnes.
Ces rencontres sont généralement au nombre de 3 ou 4 par FRAT. Il existe également des carrefours spéciaux : les carrefours « zéro » et les carrefours « retour ». Tous les deux ont lieu au sein du groupe auquel le jeune participe.
 Le carrefour 0 vise à une introduction au thème du FRAT ; le carrefour retour vise à une relecture, un bilan et à un « envoi en mission ».
- Les grands jeux :
L'animateur propose aux jeunes différents jeux (béret...). Les jeux peuvent également impliquer d'affronter un autre groupe de jeunes.
- Les moments festifs : 
Soit en village à Jambville (les veillées de villages), soit tous ensemble (les « FestiFrats »), les rencontres animées le soir sont des moments festifs. Chaque jeune/groupe est invité à faire « fructifier ses talents » (Matthieu 25, 14-27) afin de donner un véritable caractère festif et participatif.
- Des « ateliers » : 
Présents seulement lors du FRAT de Lourdes, ce sont des endroits où les jeunes peuvent aller pour différentes activités, chaque espace ayant sa spécificité. Souvent, des associations présentent leurs activités telles le CCFD-Terre solidaire qui dispose d'une permanence à Lourdes..

Le FRAT dispose d'un des plus grands chapiteaux d'Europe.

#### La commissionHand in FRAT
Elle propose une logistique adaptée afin que les jeunes portant tous types de handicaps vivent le pèlerinage. Il ne s'agit ni d'un FRAT spécifique ni d'un groupe à part au sein de celui-ci, les jeunes concernés participent avec les autres à toutes les activités.
Elle permet : 
- de mettre à disposition un hébergement adapté (par exemple des lits dans du bâti à Jambville, chambres adaptées à Lourdes)
- de faciliter les déplacements des jeunes handicapés par un système de navettes à Jambville et à Lourdes
- de suivre les temps de célébration dans la basilique Saint-Pie-X à Lourdes ou sous le grand chapiteau de Jambville dans une zone réservée, facilement accessible, pourvue de chaises et d'un emplacement pour fauteuils.
- de proposer des carrefours adaptés pour ceux qui le souhaitent.
- d'apporter une aide technique in situ (prêt ou réparation de fauteuils roulants...)
- d'emmener les jeunes handicapés accompagnés d'un animateur sur le lieu du FRAT (car couchette avec élévateur...).

Hand in FRAT prend également en charge les participants blessés pendant le rassemblement.

### Les livrets
Des livrets sont distribués à l'ensemble des participants (jeunes et animateurs). Ils comprennent généralement :
- des pages de présentation : emploi du temps, vie au FRAT, plan de Lourdes ou du parc de Jambville
- des pages pour vivre les différents moments du rassemblement (textes liturgiques, présentation des grands rassemblements, pages pour les carrefours, les temps de groupe et les témoignages...)
- les chants du FRAT.

### Les sweats
Au sein du FRAT, il existe des personnes, hommes et femmes, vêtus d'un sweat bleu, appelés pour composer la grande équipe d'animation. Néanmoins, il existe quelques bénévoles de l'équipe d'animation qui ne revêtent pas le sweat bleu mais un sweat d'une autre couleur, afin de mieux les identifier :  
- Les sweats bleus : Ils sont membres de différentes commissions qui travaillent au moins un an avant le FRAT : 
  - Liturgie et décors
  - Carrefour : chargés de composer les différents carrefour auxquels prendront part les jeunes et les animateurs avant, pendant, et après le FRAT. Il s'agit d'un moment de partage entre les jeunes pour leur montrer qu'ils ne sont pas seuls à vivre leur foi.
  - Témoin : chargé de rechercher des témoins qui viendront présenter aux jeunes leur parcours de vie, leurs expériences, ...
  - Vie Lourdes/Vie de Village : chargés d'organiser la vie dans Lourdes ou en village pour que tout se passe au mieux pour les participants au FRAT
  - santé : chargés d'assurer les premiers soins avec l'aide de la Croix-Rouge, cette équipe de médecins et d'infirmiers assure un bon rétablissement de tous ceux qui peuvent se blesser au cours du rassemblement.
  - hébergement (uniquement à Lourdes) : chargés de rechercher des hôtels pour loger tous les participants au rassemblement.
  - transport : chargés d'organiser les transports (cars et trains) pour que l'ensemble des participants au rassemblement puissent être acheminés sur le lieu du rassemblement.
  - Communication : chargés des relations avec la presse, mais aussi de mettre à jour le site internet, de prendre des photos et de les publier, de FRAT TV… Ils portaient avant 2017 un sweat de couleur rouge.
  - Supplétifs : chargés d'apporter une aide logistique à toutes les autres commission dès lors qu'elles en font la demande. Cette équipe est également chargée de la sécurité.
  - FRAT Avenue (uniquement à Lourdes) : chargé d'un espace de rencontre spécialement conçu pour les participants au FRAT. C’est un lieu de détente, de partage, de découvertes, de prières et d’expression…
  - Village FRAT (uniquement à Jambville) : chargé d'aménager un espace ou les adultes qui participent au rassemblement peuvent trouver des idées d'association qu'ils peuvent contacter en vue de s'y engager.
  - FRAT boutique : chargés de fournir plusieurs articles souvenirs du rassemblement. Cette boutique permet d'une part de permettre aux participants de repartir avec des souvenirs du rassemblement vécu, mais aussi de permettre quelques rentrées d'argent afin de pouvoir soutenir des familles qui auraient des difficultés financières pour permettre la participation d'un maximum de jeunes au rassemblement.
  - Accueil : chargés d'assurer l'accueil de tous au cours du rassemblement dans un secrétariat déporté au cours de l'évènement.
- Les sweats verts (équipes diocésaines) : Ce sont les équipes diocésaines. Il y en a une par diocèse. Elles sont nommées par l’évêque du diocèse. Ces équipes assurent le lien entre les groupes et l’équipe d’animation.
- Les sweats turquoises (équipe écoute) : C’est l’équipe Écoute. Elle est à la disposition des jeunes et des adultes pour parler de quelque chose qui leur tient à cœur, d’un moment heureux ou difficile de la vie. Ce sont des hommes et femmes, laïcs et consacrés, prêtres et séminaristes, qui sont là pour écouter de façon anonyme les personnes qui le souhaitent, et diriger vers des structures si le besoin s'en ressent.
- Les sweats bordeaux (équipe vocation, couleur créée en 2006) : c’est l’équipe des Vocations. Elle est là pour parler avec les jeunes et les adultes de tous les chemins possibles pour participer aux projets de Dieu pour eux et pour le monde. Hommes et femmes d'âges différents engagés dans différents états de vie, parlant de leur vocation, que ce soit dans la vie conjugale, la vie consacrée, la vie sacerdotale… On rencontre cette équipe, au pavillon des vocations à Lourdes avec les délégués aux vocations de chaque diocèse.
- Les sweats blancs (équipe logistique) : cette équipe est chargée de l’installation de tous les groupes sous le chapiteau à Jambville ou dans la basilique Pie X (Lourdes) et de faire en sorte que tous les déplacements se passent bien. Ils sont là pour faciliter la vie à 10 000 !
- Les sweats noirs (équipe technique) : bénévoles et/ou professionnels chargés de la partie technique du rassemblement (son, lumière, vidéo, ...), que ce soit avec leurs propres moyens ou en relation avec les différents prestataires extérieurs pour lesquels ils se mettent à leur service.
- Le sweat jaune : il s'agit du Secrétaire Général du Frat. Il travaille en binôme avec le sweat rose !
- Le sweat rose : il s'agit de la chargée de mission du Frat. Elle travaille en binôme avec le sweat jaune !

## Historique de l'organisation et des effectifs du Fraternel

### Les origines: plus d'un siècle d'histoire

#### 1908: le premier Frat
À l'occasion du cinquantième anniversaire des apparitions de la Vierge Marie à Lourdes, deux frères prêtres, les abbés André et Marcel Caillet, qui animent respectivement le patronage Championnet dans la paroisse Sainte-Geneviève des Grandes-Carrières (XVIIIe arrondissement de Paris) et le patronage de la paroisse Notre-Dame-du-Rosaire dans le quartier de Plaisance (XIVe arrondissement), organisent le premier pèlerinage. Leur souhait est d’emmener en voyage des jeunes âgés de 10 à 20 ans issus du milieu ouvrier, pauvres et souvent éloignés de la religion. Vingt et un garçons partiront à Lourdes.

#### Les Frat du début duXXesiècle
Peu à peu, les abbés et les jeunes parlent de ce séjour autour d’eux. Le voyage devient annuel et est proposé à d’autres groupes, d'autres patronages (les « patro ») issus du milieu ouvrier et s'élargissant de plus en plus. Le Frat s'appelle « Voyage Fraternel ». La première guerre mondiale interrompt le pèlerinage entre 1915 et 1920 en raison des lourdes détériorations du réseau ferré.

#### 1928, le Frat pour les filles: les Bernadettes
En 1924, le « Voyage Fraternel » se mêle au « pèlerinage parisien des écoliers » où des filles sont présentes. Elles demandent à participer au voyage fraternel, ce que la conception de la mixité de l'époque ne permet pas. L'archevêque de Paris, le cardinal Dubois décide que le Frat alternerait un pèlerinage de filles (années impaires, dirigé par l’abbé François Krempff, vicaire à Saint-Médard) avec un pèlerinage de garçons (années paires, dirigé par l’abbé Caillet). L’organisation est confiée à l’association des Colonies Fraternelles de la Jeunesse, créée pour l'occasion. Les filles s’appellent les « Bernadettes » .

#### La croissance avant l'arrêt dû à la seconde guerre mondiale
Les Bernadettes rassemblent 1700 jeunes du diocèse de Paris, 500 de Lille, et 700 d'Irlande dès le 2e voyage des filles. Les garçons rassemblent 1898 jeunes en 1930. Le pèlerinage ne cesse de progresser jusqu'en 1938 où 3000 garçons se rendent à Lourdes. Malheureusement, dès 1940 les trains n'étant plus disponibles, seules 110 filles y parviennent dans des conditions extrêmes en 1943. Le pèlerinage reprendra petit à petit après la guerre.

#### 1954, le premier thème du Frat
L’année 1954 est l’année mariale, car il y a 100 ans que le Pape Saint Pie IX a proclamé au monde l’immaculée conception de la Vierge Marie120. Pour ce Fraternel, cet anniversaire devient un thème. Pour la première fois, les jeunes vivent un rassemblement dans lequel ils ont des rencontres, des cérémonies et des conférences ayant toutes un lien entre elles. Ils participent également pour la première fois à un jeu scénique dans la ville, ce qui donne un dynamisme au rassemblement. En effet, les jeunes ne sont plus uniquement pèlerins, ils sont actifs par les rencontres intergroupes, par les jeux, les activités et les cérémonies.

#### 1958, l'organisation évolue
Pour relier l’événement à la vie des paroisses et des aumôneries, un prêtre est nommé responsable pour trois rassemblements et une équipe de bénévoles sera à ses côtés pour l’aider à préparer et animer avant, pendant et après le Fraternel. C'est le début de l'organisation du FRAT telle qu'elle est aujourd'hui.

#### En 1960, des réformes et la création des carrefours
Cette année là, la durée du Frat de Lourdes passe de 10 jours à 5 jours pour correspondre davantage aux attentes des jeunes car le Fraternel est en perte de vitesse. Sont créés les « Carrefours » : temps de partage de 8 jeunes autour d'un animateur qui constitue un pilier des Frat modernes. Cela dit, cela n'empêche pas de voir le Frat réduire ses effectifs : de 2500 en 1960, on passe à 2000 en 1968, 1500 en 1976 jusqu'à 1000 en 1978.

#### En 1978 le Frat de Lourdes devient mixte.
La mixité est devenue une revendication si forte, que les évêques d’Île-de-France proposent un grand changement pour le Frat. Celui-ci se déroulera pour les lycéens garçons et filles tous les 2 ans à Lourdes, en alternance avec le nouveau Frat des collégiens.

### Le premier Frat des collégiens à Jambville à la Pentecôte 1979
Les évêques d’Île-de-France nomment le père Philippe Dumas pour concrétiser le rassemblement mixte de Lourdes, et le père Francis Truptil pour celui de Jambville, dans le parc du château des Scouts et Guides de France. Seuls les diocèses de Paris, Créteil, Nanterre et Saint-Denis répondront à l'appel. Il y aura 1 200 participants.
Désormais, une année sur deux, le Frat se déroule à Jambville pour les 4e/3e les années impaires, et à Lourdes pour les lycéens les années paires.

#### En 1988, le Frat rassemble les huit diocèses d'Île-de-France
Avec les diocèses de Versailles, Pontoise, Meaux, et Évry-Corbeil-Essonne qui choisissent de se joindre au pèlerinage.

#### Depuis les années 1990, les effectifs du Frat deviennent impressionnants
En 1993, le Frat connaît un véritable essor et devient l'un des plus grands rassemblements de jeunes catholiques.
À Jambville : on passe de 2 000 jeunes en 1979 pour atteindre 10 000 en 1993. Depuis 1996, les chiffres restent identiques aux alentours de 12 000 participants.
À Lourdes : on passe de 1 500 jeunes en 1978 pour atteindre 6 000 en 1992, puis 8 000 en 1996. Depuis 2006, les chiffres restent identiques aux alentours de 10 000 participants, à l'exception de l'année 2008, année du centenaire du Frat où 12 000 participants se sont retrouvés à Lourdes.

## Historique des thématiques du Fraternel

### Frat 1982 à Lourdes
Évêque accompagnateur : 
Prêtre responsable :  
Animation : Tri Yann

### Frat 1984 à Lourdes
Évêque accompagnateur : 
Prêtre responsable :  
Animation : des groupes de participants.

### Frat 1986 à Lourdes: «Notre Vigile Pascale»
Évêque accompagnateur : 
Prêtre responsable :  
Animation : Béthel

### Frat 1988 à Lourdes
Évêque accompagnateur : 
Prêtre responsable :  
Animation : Béthel

### Frat 1989 à Jambville
Évêque accompagnateur : 
Prêtre responsable :  
Animation : Bertrand Bayle  

### Frat 1990 à Lourdes: «Dieu l’a ressuscité, nous en sommes tous témoins» (Actes 2,32)
Évêque accompagnateur : 
Prêtre responsable :  
Animation : Béthel

### Frat 1991 à Jambville: «Unis par le don de l’Esprit»
Évêque accompagnateur : 
Prêtre responsable :  
Animation : Bertrand Bayle  

### Frat 1992 à Lourdes: «Le Frat des Actes»
Évêque accompagnateur : Albert Rouet (évêque auxiliaire de Paris)
Prêtre responsable :  
Animation :  Béthel
Les « Frateux » reçoivent une petite lanterne qui les conduit à se retrouver 1 an puis 10 ans après pour prier ensemble.
Le retour en région parisienne ne se finit pas comme chaque année à la sortie du train : une immense messe présidée par Albert Rouet (évêque auxiliaire de Paris, accompagnateur du Frat), et Jean-Marie Lustiger a lieu au Palais Omnisport de Bercy.

### Frat 1993 à Jambville: «Réveille en toi le don de Dieu»
Évêque accompagnateur : 
Prêtre responsable :  
Animation : Bertrand Bayle

### Frat 1994 à Lourdes: «Je vais vous donner un avenir et une espérance» (Jérémie 29-10)
Évêque accompagnateur :  Guy Thomazeau (Versailles)
Prêtre responsable : père Olivier Ribadeau-Dumas (Paris) 
Animation : Béthel
Au moment où chacun des évêques « défilent » devant les jeunes, l'évêque de Meaux Louis Cornet se met des oreilles de Mickey sur la tête. Le diocèse de Meaux inclut le parc d'attractions Disneyland.

### Frat 1995 à Jambville: «Et moi je suis avec vous tous les jours jusqu’à la fin du monde.»
Évêque accompagnateur : George Soubrier (Paris)
Prêtre responsable :  père Antoine Hérouard (Paris) 
Animation : Regard

### Frat 1996 à Lourdes: «Je suis venu pour qu'ils aient la vie et qu'ils l'aient en abondance» (Jean 10,10)
Évêque accompagnateur : Michel Dubost (Evry) 
Prêtre responsable :  
Animation : Laurent Grzybowsky et Nomade 

### Frat 1997 à Jambville: «Soif de vivre, soif de croire»
Évêque accompagnateur : Michel Pollien (Paris)
Prêtre responsable :  
Animation : Regard
Une immense consultation des jeunes conduit à une proclamation d'un texte invitant à l'engagement pour la Paix et à se donner.

### Frat 1998 à Lourdes: «L'Esprit Saint viendra sur toi»
Évêque accompagnateur : Olivier de Berranger (Saint-Denis)
Prêtre responsable : père Philippe Marsset  (Paris) 
Animation : Laurent Grzybowsky et Nomade 
Un livre retraçant l'évolution du Frat est sorti : Ce Frat qui a traversé le siècle

### Frat 1999 à Jambville: «Tu es mon fils bien-aimé…» (parabole du fils prodigue dans Luc)
Évêque accompagnateur : Michel Pollien (Paris)
Prêtre responsable : père Eric Morin (Paris) 
Animation : Regard

### Frat 2000 à Lourdes: «Passons sur l'autre rive»
Évêque accompagnateur : 
Prêtre responsable :  
Animation : Laurent Grzybowsky et Nomade
Ce 92e Frat réunit 9000 lycéens .

### Frat 2001 à Jambville: «Confiance, Il t'appelle» (l'aveugle Bartimée)
Évêque accompagnateur : Michel Pollien (Paris)
Prêtre responsable :  
Animation : Regard
Arrivée d'un Secrétaire Général : Stéphane Lissilour de 2001 à 2008 

### Frat 2002 à Lourdes: «Tu aimeras…»
Évêque accompagnateur :  Olivier de Berranger (Saint-Denis)
Prêtre responsable : père Philippe Marsset  (Paris) 
Animation : Sandrine Kohlmann  

### Frat 2003 à Jambville: «Et il marchait avec eux» (Les pèlerins d'Emmaüs)
Évêque accompagnateur :  Gérard Daucourt (Nanterre)
Prêtre responsable :  
Animation :  
L'évêque accompagnateur est de 2003 à 2009, le Prêtre-Responsable est le père Albert Gambart (Paris) de 2003 à 2007 
L'animation est assurée par le groupe Agapê. Les « Frateux » reçoivent le passeport pour l'espérance.

### Frat 2004 à Lourdes:«Sois mon rocher»
Évêque accompagnateur : Michel Dubost (Evry)
Prêtre responsable : père Thierry Faure (Versailles) 
Animation :  Nomade
L'animation est assurée par le groupe Nomade. Les « Frateux » reçoivent un galet avec inscrit un mot indiquant ce qui avait été vécu. 

### Frat 2005 à Jambville: «Tous appelés au nom du Père, du Fils, et du Saint-Esprit»
Évêque accompagnateur : Gérard Daucourt (Nanterre)
Prêtre responsable :  
Animation :  
L'animation est assurée par le groupe Agapê. Les « Frateux » reçoivent une croix en pendentif.

### Frat 2006 à Lourdes: «Par Jésus-Christ, soyons lumières pour le Monde» (la Transfiguration)
Évêque accompagnateur : Michel Dubost (Evry)
Prêtre responsable : père Thierry Faure (Versailles) 
Animation : Sandrine Kohlmann et John Featherstone 
L'événement a lieu du 8 au 13 avril.
Les « Frateux » reçoivent une carte « lumineuse » avec une prière écrite.
La Passion de Jésus de l'équipe de Ménilmontant est montée devant les jeunes. Chaque diocèse est identifié par un vitrail.
Les huit évêques d'Île-de-France participent au Frat pour fêter les quarante ans de la création des diocèses franciliens.

### Frat 2007 à Jambville: «Je vous appelle mes amis» (Jean, 15,9-17)

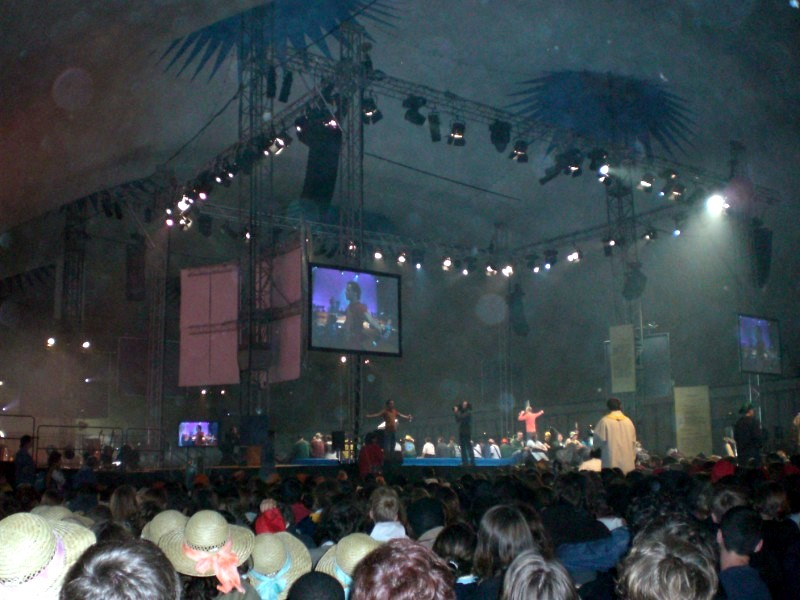
Le chapiteau du Frat 2007.

Évêque accompagnateur : Gérard Daucourt (Nanterre)
Prêtre responsable :  
Animation : P.U.S.H. (Pray Until Something Happens) 
Les « Frateux » reçoivent une image du Christ d'Arcabas avec une prière au dos.

### Frat 2008 à Lourdes: «La Sainteté, chemin de bonheur…»
Évêque accompagnateur : Michel Dubost (Evry)
Prêtre responsable : père Thierry Faure (Versailles) 
Animation : Regard
L'événement réunit 12 000 lycéens du 23 au 26 avril.
Les « Frateux » reçoivent une croix du Frat en pendentif.
Le groupe Scèn'Epi joue la vie de François d'Assise devant les jeunes.
Pour la première fois les frères de la communauté de Taizé sont invités.

### Frat 2009 à Jambville: «Je te choisis» (Ac 9)

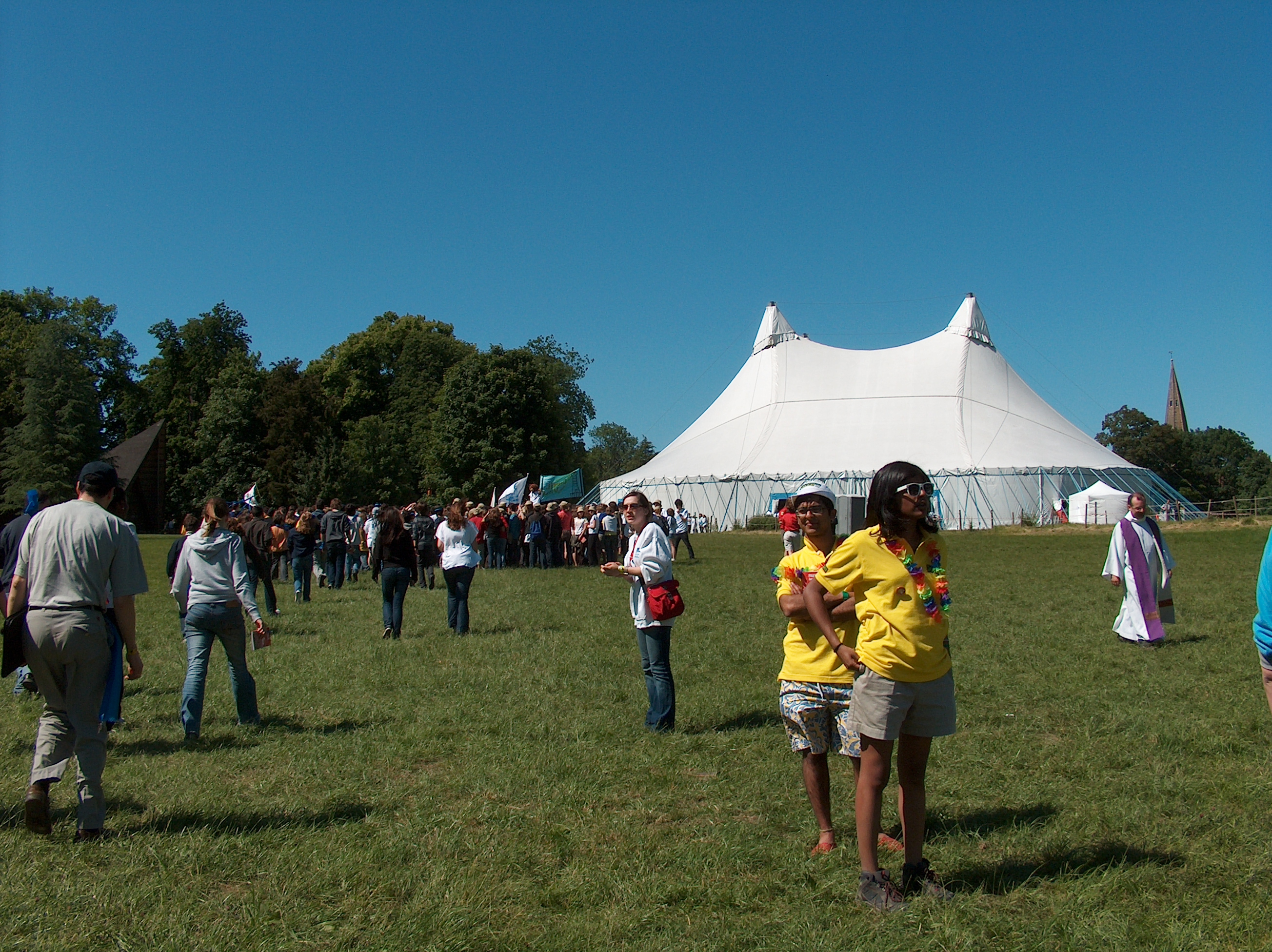
Le chapiteau du Frat 2009.

Évêque accompagnateur : Gérard Daucourt (Nanterre) 
Prêtre responsable : père Sallé de Chou (Nanterre) 
Animation :  P.U.S.H. (Pray Until Something Happens) 
Le Secrétaire Général est Raphaël Arenou depuis 2008 
Le Frat réunit 12 000 collégiens du 29 mai au 1er juin.
Les « Frateux » reçoivent un livre des Actes des Apôtres, édition « spéciale Frat ».
Chaque diocèse est identifié par une bande de tissu de couleur différente, où figure le nom des groupes présents. Ces bandes de tissus représentent différents chemin (cf. le thème sur le Chemin de Damas de Paul) et sont croisées au début de la cérémonie, pour symboliser la rencontre entre les différents diocèses.

### Frat 2010 à Lourdes: «Seigneur, apprends nous à prier» (Luc 11- 1.4)
Évêque accompagnateur : Michel Santier (Créteil)
Prêtre responsable : père Augustin Deneck (Paris) 
Animation : Agapê
Le Frat réunit 8 000 lycéens du 21 au 25 avril.
Les « Frateux » reçoivent une croix du Frat en pendentif, fabriquée à Jérusalem.
Les « Frateux » forment une immense croix à 10 000, chaîne fraternelle de prière, sur le parvis de la basilique du Rosaire à Lourdes.
Chaque diocèse est identifié par un grand cierge, identique au cierge pascal, et coloré selon la couleur distinctive de chaque diocèse (bleu-ciel pour le 92, rouge pour le 95, entre autres).

### Frat 2011 à Jambville: «Qu'as-tu à donner»
Évêque accompagnateur : Renaud de Dinechin (Paris)
Prêtre responsable : père Sallé de Chou (Nanterre) 
Animation : Glorious
L'évêque accompagnateur est  de 2011 à 2015, 
Le Frat rassemble 11 000 collégiens.
Les « Frateux » reçoivent un bracelet « Cinq pains + deux poissons, à la puissance de l'Amour ». Était aussi disponible à l'Horeb quelques croix des Frat 2005 / 2008 / 2010 ainsi que des dizainiers.
Les « Frateux » forment un immense « FratMob » à 12 000 sous le chapiteau avec trois mots en langue des signes appris en carrefour (donner, recevoir, partager).

### Frat 2012 à Lourdes: «Quelle joie de te rencontrer!»
Évêque accompagnateur : Michel Santier (Créteil)
Prêtre responsable : père Augustin Deneck (Paris) 
Animation : Alegria
Les « Frateux » forment un immense « FratMob » à 10000 sur le parvis de la basilique du Rosaire et sur son prolongement. Ce FratMob se fait sur l'hymne du Frat 2012, Alegria mon âme, et les gestes ont été appris lors du dernier rassemblement dans la basilique Saint-Pie-X, après les avoir vus effectués par le groupe d'animation tout au long du Frat lors des rassemblements dans la basilique.
Il se poursuit par la formation de nombreux dizainiers (les frateux se réunissent en cercle à 10). Les « Frateux » réalisent un immense lavement des pieds à 10000 sous la basilique Saint-Pie-X par groupe de 10.
Les « Frateux » ont également collecté des chaussettes afin de les offrir à une association. Ils reçoivent un dizainer (en lien avec le thème des sanctuaires « Avec Bernadette, prier le chapelet »).

### Frat 2013 à Jambville:«Porteurs d'espérance»
Évêque accompagnateur : Renaud de Dinechin (Paris)
Prêtre responsable : père Sallé de Chou (Nanterre) 
Animation :  Glorious
Thème inspiré de la guérison du paralytique (Marc 2,1-12).
Le Frat rassemble 11 000 jeunes du 17 au 20 mai.
Les « Frateux » reçoivent un bracelet en tissu bleu « Porteurs d'espérance ». Était aussi disponibles à l'horeb des dizainiers métalliques.
Les « Frateux » ont collecté environ 4 tonnes de bouchons à l'association bouchons d'amour qui recycle ces derniers afin d'acheter des fauteuils roulants.
Des gros ballons aux couleurs des huit diocèses sont accrochés à huit mâts du chapiteau de Jambville. Ils sont montés lors de la célébration d'accueil, et descendus lors de la célébration d'action de grâce.
Le père Jean Baptiste Sallé de Chou, vicaire de l'ensemble pastoral Saint Jean-Baptiste Saint-Louis-Bienheureuse-Isabelle à Neuilly-sur-Seine (diocèse de Nanterre) quitte ses fonctions de responsable du Frat de Jambville assurées depuis six ans.

### Frat 2014 à Lourdes: «Je suis le pain donné pour la Vie»
Évêque accompagnateur : Michel Santier (Créteil)
Prêtre responsable : père Augustin Deneck (Paris) 
Animation : Le Fraternel (2014). Des chanteurs, sympathisants du Frat qui formeront un orchestre nommé « Fraternel » pour l'animation liturgique,.
Il rassemble 10 390 jeunes du 13 au 16 avril.
Les « Frateux » reçoivent une croix du Frat en bois, lors de la messe des rameaux. Chaque groupe venant au Frat a son propre signe distinctif.
Durant le Frat de Lourdes 2014, les « Frateux » pourront assister au « Frat en scène », une représentation de films, de comédies musicales, de spectacles ou de musiques connues comme Je m'appelle Bernadette, D'une seule voix, Enfants valises, Jonas, Supersister, Thérèse, Essentciel, Aquero, Les Guetteurs, Victoria Picone ou encore Hopen.
Le Frat possède une boutique en ligne.

### Frat 2015 à Jambville: «Une Force est sortie de moi!»
Évêque accompagnateur : Renaud de Dinechin (Paris)
Prêtre responsable : père Chistophe Alizard (Paris) 
Animation :  Glorious
Le Frat rassemblé 12 000 jeunes du 22 au 25 mai,.
Les « Frateux » reçoivent un bracelet avec les cinq temps forts vécus. Étaient aussi disponibles à l'Horeb des dizainiers métalliques.
Les jeunes devaient récolter des bouchons d'amour pour l'association du même nom, qui recycle ces derniers afin de permettre l'éducation des chiens de personnes handicapés.

### Frat 2016 à Lourdes:«À la recherche de Sa paix!»
Évêque accompagnateur : Michel Santier (Créteil)
Prêtre responsable : père Yves-Arnaud Kirchhof (Créteil) 
Animation : Le Fraternel (2016)
Le thème est lié à une des annonces par le Christ de sa Passion dans l'Évangile selon Saint Jean (Jean 14,27-31a).
Le Frat rassemble 10 204 jeunes, du 26 au 29 avril. Pour la première fois, un groupe spécial est organisé pour les jeunes atteints d'un handicap mental.
Les participants se sont vus offrir des croix en bois d'olivier reprenant celle du Frat. Celles-ci proviennent de l'artisanat chrétien de Bethléem, une manière de soutenir les chrétiens d'Orient. Ces derniers sont également objets d'un chant proposé par Grégory Turpin (Chrétiens D'orient inspiré de son voyage en Irak) lors de « Frat en scène ».
De nombreux souvenirs étaient proposés notamment des sweats aux couleurs du Frat ainsi que des disques.
Les Frateux devaient collecter des vêtements en faveur de l'association « le Relais » qui en collecte et en recycle, créant ainsi des emplois viables d'insertion pour des personnes en difficulté. Ces dernières se voient également proposer des formations. L'association crée en moyenne cinq emplois par semaine

### Frat 2017 à Jambville: «Souffle sur eux et qu'ils vivent» (Ez 37,9)
Évêque accompagnateur :  Éric Aumonier (Versailles) 
Prêtre responsable : père Christophe Alizard (Paris) 
Animation :  Glorious
Avec le thème, on souhaite faire (re)découvrir la puissance de l'Esprit Saint.
Le Frat est marqué par 13 baptêmes, où les jeunes sont aspergés d'eau en étant mouillé jusqu'au genoux.

### Frat 2018 à Lourdes: «Sois sans crainte, Il t'appelle»
Évêque accompagnateur : Denis Jachiet (Paris) 
Prêtre responsable : père Yves-Arnaud Kirchhof (Créteil) 
Animation : Le Fraternel (2018)
Pour la 110e édition, 10 000 jeunes étaient réunis dans la basilique souterraine Saint-Pie-X du 17 au 22 avril, dont à nouveau un groupe de jeunes portant un handicap mental.

### Frat 2019 à Jambville: «Soyons Saints»
Évêque accompagnateur :  Éric Aumonier (Versailles) 
Prêtre responsable : père Chistophe Alizard (Paris) 
Animation :  Glorious
Le Frat 2019 aura lieu du 8 au 10 juin 2019 à Jambville (l'arrivée à Jambville a été retardée au samedi matin, en raison de la tempête Miguel).

### Frat 2020 à Lourdes: «Il n'y a pas de plus grand amour que de donner sa vie»
Évêque accompagnateur :   
Prêtre responsable : Yves-Arnaud Kirchhof
Animation :  
Le Frat 2020 est annulé le 10 mars 2020 en raison des limitations de rassemblements décidés par les autorités en réponse à l'épidémie de maladie à coronavirus 2019.
Cependant, les équipes du Frat on mis en place un live YouTube, c'est l'opération « frat à la maison ». Ce live YouTube a lieu pendant 4 jours, du 4 avril au 7 avril 2020. Les frateux peuvent déposer leurs intentions de prière, et on assiste à de magnifiques témoignages, comme une rediffusion du témoignage d'un homme qui raconte la force que lui a donné le sacrement des malades. Le Frat est présenté comme "une grande famille qui se soutient". Ainsi, le Frat est plus fort que le COVID-19.

### Frat 2022 à Jambville: «Qui enverrai-je? Me voici, envoie moi!»
Évêque accompagnateur : Bruno Valentin (Versailles)
Prêtre responsable : père Philippe Néouze (Paris)
Animation : Glorious et les LudjixBoyz
Le Frat a eu lieu du vendredi 3 au lundi 6 juin 2022 (week-end de la Pentecôte).
Le thème fait référence à l'appel de Dieu à Samuel (1 Samuel 3, 1-10).
Il y a eu 5 baptêmes et 4 confirmations.
Une photo d'une croix géante formée grâce à des feuilles de papier colorées portées par les Frateux a été prise.
Anecdote : la veillée baptismale (messe de baptême) avait été avancée à cause de la pluie et, la même nuit, les Frateux ont dû se réunir "d'urgence" sous le chapiteau à cause d'un avis de tempête les empêchant de dormir dans leurs tentes, d'environ minuit à 1 heure du matin.

### Frat 2023 à Lourdes: «N'ayez pas peur!»
Du 23 au 28 avril 2023
Évêque accompagnateur : Philippe Marsset (évêque auxiliaire de Paris).

### Frat 2024 à Jambville: «Ne ralentissez pas votre élan!»
Le Frat a eu lieu du vendredi 17 au lundi 20 mai 2024 (week-end de la Pentecôte).
Évêque accompagnateur :
Prêtre responsable :
Animation : Glorious et Tagra
11500 jeunes présents
Il y a eu 10 baptêmes et 2 confirmations.

### Frat 2025 à Lourdes: «Au creux du rocher»
Le Frat a eu lieu du dimanche 13 (dimanche des Rameaux) au mercredi 15 avril 2025 (début de la Semaine sainte avant le Triduum pascal).
Évêque accompagnateur : Mgr Philippe Marsset (évêque auxiliaire de Paris)  
Prêtre responsable : père Philippe Néouze (Paris)
Animation : Be Witness
Hymne : Au creux du rocher (2:56)
Pour cette édition, 13 500 jeunes se sont réunis sous la Basilique Saint-Pie-X de Lourdes, alors au maximum de sa capacité. Près de 900 jeunes ont reçus le sacrement des malades lors d'une cérémonie le lundi.
La devise et l'hymne font référence au passage d'Élie sur le mont Horeb (1 Rois 19, 1-16).

## Albums musicaux
Des albums musicaux ont été produits à partir des enregistrements des événements :